# Укрторф
Державний концерн «Укрторф» об'єднує в своєму складі на правах дійсних членів концерну сім державних підприємств з видобування й переробки торфу («Волиньторф», «Житомирторф», «Київторф», «Поділляторф», «Рівнеторф», «Сумиторф», «Чернігівторф»), Коростишівський завод «Реммашторф» та Українську інспекцію з контролю якості торфової продукції та паливних брикетів «Укрінспаливо», Підприємства концерну щороку видобувають 500÷550 тис. т торфу, з якого 30÷40 тис. т має сільськогосподарське призначення, а решта — паливне. Кусковий паливний торф виробляється у кількості 25÷30 тис. т, торфові паливні брикети — по 200÷250 тис. т на рік. Концерн виробляє науково-технічну політику торфової галузі України, керує технічним переозброєнням виробництва, представляє інтереси підприємств галузі в державних інституціях країни і в стосунках з закордонними партнерами.
З 2 липня 2014 р. генеральним директором «Укрторфу» є Озерчук Андрій Миколайович.

## «Волиньторф»
«Волиньторф» — державне підприємство з видобування й переробки торфу. Розташоване у Волинській обл., (адміністрація — в с. Прилісне Маневицького району), включає до свого складу Маневицький торфозавод та торфозавод «Сойне». Річний обсяг видобутку торфу становить 150÷180 тис. т, виробництво паливних торфобрикетів-60÷80 тис. т.

## «Житомирторф»
«Житомирторф» — державне підприємство з видобування й переробки торфу. Адміністрація розміщується в м. Житомирі. До складу підприємства входять Озерянський та Броницький торфозаводи і дочірнє підприємство «Олевськторф». Обсяги видобутку торфу в останні роки становлять 15÷25 тис. т, (з них 7÷8 тис. т — для сільського господарства).

## «Київторф»
«Київторф» — державне підприємство з видобування й переробки торфу. Здійснює свою діяльність на території трьох областей: Київської, Полтавської та Черкаської. Адміністрація підприємства знаходиться в селищі Бортничі поблизу Києва. До складу підприємства входять дочірнє підприємство «Ірдиньторф», Оржицький та Лохвицький філіали та сім виробничих дільниць. Підприємство видобуває щорічно 25÷30 тис. т торфу, близько половини з якого використовується для виготовлення поживних ґрунтів та іншої продукції непаливного призначення. Паливна продукція підприємства представлена торфовими брикетами (5÷7 тис. т на рік) та кусковим торфом (близько 1 тис. т на рік).

## «Поділляторф»
«Поділляторф» — державне підприємство з видобування й переробки торфу. Охоплює своєю діяльністю територію трьох областей: Хмельницької, Вінницької та Тернопільської. Адміністрація підприємства знаходиться в м. Хмельницькому. Включає до свого складу Літинський та Шумський торфозаводи, а також чотири виробничі дільниці. Обсяг видобутку торфу становить 15÷25 тис. т на рік. Переважає паливний напрямок використання торфу: підприємство виготовляє близько 1 тис. т кускового торфу та 6÷8 тис. т торфових паливних брикетів.

## «Рівнеторф»
«Рівнеторф» — державне підприємство з видобування й переробки торфу. Діє на території Рівненської обл. Адміністрація підприємства знаходиться в м. Рівне. Включає до свого складу дочірні підприємства «Смигаторф», «Моквинторф», «Чемернеторф», «Клесівторф», а також дві виробничі дільниці. В останні роки видобуває щороку по 100÷180 тис. т торфу переважно паливного призначення, виготовляючи з нього до 20 тис. т кускового торфу і близько 75 тис. т торфових брикетів.555

## «Сумиторф»
«Сумиторф» — державне підприємство з видобування й переробки торфу. Адміністрація знаходиться в м. Суми. До складу підприємства входять чотири дочірні підприємства («Шосткаторф», «Глухівторф», «Знобь-Новгородторф», «Кролевецьторф») та дві виробничі дільниці. Обсяги видобутку торфу в умовах виснаження сировинних баз обмежуються 1÷2 тис. т на рік, причому значну перевагу має кусковий паливний торф. Видобування торфу фрезерного для сільського господарства і виробництво торфових брикетів згорнуті майже повністю.

## «Чернігівторф»
«Чернігівторф» — державне підприємство з видобування й переробки торфу. Адміністрація розміщується в м. Чернігові. До складу підприємства входять Замглайський філіал, дочірні підприємства «Ірванцевоторф» та «Смолинторф» і шість виробничих дільниць. Всі структурні одиниці підприємства діють на території Чернігівської обл. Річний обсяг видобутку торфу становить 50÷90 тис. т і практично весь цей торф паливний: з нього виготовляють 5÷6 тис. т кускового паливного торфу і 30÷35 тис. т паливних торфових брикетів.